# Leiobunum paessleri
Leiobunum paessleri is een hooiwagen uit de familie Sclerosomatidae.